# Metamedia
Como se decía en las escrituras de Marshall McLuhan, el término metamedia se refiere a las relaciones nuevas entre la forma y el contenido en el desarrollo de tecnologías y medios de comunicación nuevos.
En el tardío siglo XX y temprano XXI, el término fue tomado por escritores como Douglas Rushkoff y Lev Manovich. El metamedia contemporáneo ha sido utilizado para describir "un circuito de conexión entre la academia, el estudio de arte y la ciencia de información que explora los medios de comunicación". Los metamedias utilizan nuevos medios de comunicación y se enfocan en la colaboración entre los campos tradicionales de estudio, fusionando todo, desde el teatro de improvisación y el performance, hasta el desarrollo ágil y adaptable de los software y los móviles inteligentes.

## Desarrollo
Mientras el término hypermedia estuvo acuñado por un programador un año más tarde (en 1965)  para referirse a sistemas de archivos de multimedia, el término metamedia estuvo acuñado en 1964, para referirse a los efectos teóricos de medios de comunicación de masas. McLuhan, como su profesor Harold Innis (un teórico más temprano en la teoría de la comunicación), se dio cuenta de que la comunicación es el centro de los sistemas sociales.
Distinciones más recientes entre medios de comunicación viejos y nuevos han dado a ver que metamedia es un término más utilizado para describir modernidad y arte que sistemas.

### Cómo campo académico de estudio
El Laboratorio de Humanidades de la Universidad de Stanford y el MIT actualmente dirigen laboratorios de investigación que investigan los metamedia. La misión del laboratorio del MIT es proporcionar un entorno en línea flexible para crear y compartir documentos multimedia para aprender sobre temas básicos de humanidades. Este está dirigido por Kurt Fendt (coinvestigador principal y gerente del proyecto Metamedia) y Henry Jenkins. 
El laboratorio de Stanford está gestionado principalmente por Michael Shanks y otros colaboradores, incluidos Howard Rheingold y Fred Turner (académico). En su declaración de objetivos de la investigación, se describen a sí mismos como un "estudio creativo y espacio de laboratorio para experimentar y asumir riesgos ... una asamblea democrática y colaborativa de arqueólogos, antropólogos, clasicistas, expertos en comunicación, profesionales de los nuevos medios, artistas de performance, sociólogos, ingenieros de software. , tecnocientíficos, y cualquier otra persona que quiera unirse ". Un proyecto reciente es Life Squared (también conocido como Life to the Second Power), un archivo animado de la obra de la artista Lynn Hershman en el mundo en línea Second Life. Life Squared es uno de los esfuerzos de The Presence Project, un proyecto de arte en vivo con metamedia en el laboratorio de Metamedia
.